# Neopelma
A Neopelma a madarak osztályának verébalakúak (Passeriformes) rendjébe és a piprafélék (Pipridae) családjába tartozó nem.

## Rendszerezésük
A nemet Philip Lutley Sclater angol ügyvéd és zoológus írta le 1860, az alábbi fajok tartoznak a nembe:
- aranyhomlokú légykapópipra (Neopelma aurifrons)
- Neopelma chrysolophum
- Neopelma chrysocephalum
- Neopelma pallescens
- Neopelma sulphureiventer

## Előfordulásuk
Dél-Amerika területén honosak. Természetes élőhelyeik a szubtrópusok és trópusok.

## Megjelenésük
Testhosszuk 13-14 centiméter közötti.